# Patricia Alvarado
Patricia Mónica Alvarado (Departamento de Rawson, provincia de San Juan; 10 de septiembre de 1966-19 de junio de 2022) fue una científica argentina especializada en sismología. Fue investigadora principal del Consejo Nacional de Investigaciones Científicas y Técnicas (CONICET) en el Centro de Investigaciones de la Geósfera y Biósfera (CIGEOBIO, CONICET-UNSJ), creadora del Observatorio Sismológico del CONICET y la primera mujer en dirigir el Instituto Nacional de Prevención Sísmica (INPRES). En 2012 fue galardonada con el premio Nacional L’Oréal-UNESCO Por la Mujer en la Ciencia. 

## Trayectoria profesional
Obtuvo con honores la licenciatura en Geofísica por la Universidad Nacional de San Juan en 1992, realizó la maestría en Geofísica en la Universidad de Chile (1997), el doctorado en Geociencias con la especialización en Sismología y Tectónica por la Universidad de Arizona en 2006 y el posdoctorado en la misma universidad estadounidense realizado mediante una beca Fullbright.
Desarrolló la carrera docente en la Universidad Nacional de San Juan donde por concurso obtuvo el cargo de profesora titular, efectuó tareas de gestión como directora del Departamento de Posgrado y luego como secretaria de Investigación y Creación, asimismo se desempeñó como Investigador Principal del CONICET en el Departamento de Geofísica y Astronomía de la universidad donde desarrolló una tecnología para estudiar los sismos históricos de Argentina. Para ello se digitalizaron los registros impresos de terremotos históricos ocurridos en el territorio argentino, se generó un modelo probabilístico para la predicción de las zonas de peligro sísmico y la elaboración de un mapa de movimiento del suelo en base a sismos que se produjeron anteriormente en Argentina.
Por su trabajo Peligro sísmico de Argentina: su cuantificación a partir del registro histórico al digital de banda ancha de los terremotos destructivos a partir del análisis de los registros históricos y actuales, el cual permite determinar el peligro sísmico y las zonas más vulnerables de la Argentina, obtuvo el premio L’Oréal UNESCO Por la Mujer en la Ciencia con el respaldo del CONICET en 2012.
Ese mismo año creó el Observatorio Sismológico, un instrumento científico que permite dar respuesta por parte del CONICET como integrante de la GIRCYT (Red de organismos Científico-Técnicos para la Gestión Integral del Riesgo) del país, y a su vez, una unidad para la formación profesional en el área de la sismotectónica al más alto nivel.  
Posteriormente fue convocada para participar en la Comisión de Trabajo de Gestión de Riesgo dependiente del Ministerio de Ciencia, Tecnología e Innovación Productiva, junto con especialistas del Instituto Nacional de Prevención Sísmica (INPRES) y otras instituciones, para elaborar el protocolo de gestión de información preparatoria ante la amenaza sísmica que sirve para la toma de decisiones ante eventos de esta naturaleza.
En 2021 fue designada directora nacional del Instituto Nacional de Prevención Sísmica (INPRES), convirtiéndose en la primera mujer en dirigir al organismo que gestiona las políticas de prevención sísmica en todo el país.
Realizó más de 100 publicaciones científicas y formó a más de 40 tesistas de grado y posgrado. A causa del cáncer de mama falleció el 19 de junio de 2022.

## Premios y reconocimientos
En su trayectoria profesional fue reconocida por varios premios:
- Beca Fulbright en grupo de Investigación GSAT, (Global Seismology and Tectonics). Universidad de Arizona
- 2004: National PERISHIP Awards. Fundación Nacional de Ciencias. Public Entity Risk Institute y University of Colorado Natural Hazards Center
- 2005: Lewis A. Tyler Trustees’ Fund Award
- 2006: Premio Arturo J. Amos. Academia Nacional de Ciencias Exactas, Físicas y Naturales
- 2012: Premio Nacional L’Oréal-UNESCO Por la Mujer en la Ciencia con el respaldo del CONICET
- 2023: Ciudadana Ilustre de la Provincia de San Juan (post mortem)
- 2023: Premio Konex Inolvidable. Fundación Konex.

## Homenajes
A partir de noviembre de 2022 el Observatorio Sismológico dependiente de la Facultad de Ciencias Exactas, Físicas y Naturales (FCEFyN), de la UNSJ, lleva su nombre en homenaje como la creadora del organismo.
En la entrega de los premios Konex 2023 fue homenajeada en la categoría Inolvidables. Ese mismo año la Cámara de Diputados de la provincia de San Juan le otorgó la distinción post mortem de Ciudadana Ilustre de la Provincia de San Juan.